# وادي ذبوب (بلقرن)
وادي ذبوب هو واد في سراة بلقرن تسيل مياهه من شفا آل سلمة وآل مجمل باتجاه الغرب حتى يلتقي مع وادي البيضاء، وبالقرب منه جبل صولا عند قرى آل سلمة.